# 馬頭長頜魚
馬頭長頜魚（学名：Mormyrus caballus caballus），為輻鰭魚綱骨舌魚目象鼻魚科長頜魚屬的其中一種。該物種主要分布於非洲剛果河流域，其體長可達50公分。